# テンピオ・パウザーニア
テンピオ・パウザーニア（イタリア語: Tempio Pausania ( 音声ファイル)）は、イタリア共和国のサルデーニャ島北東部に位置する都市で、その周辺地域を含む人口約1万4000人の基礎自治体（コムーネ）。
オルビアとともにオルビア＝テンピオ県の県都であった。

## 地理

### 位置・広がり
オルビア＝テンピオ県西部に位置するコムーネで、北東に離れた Bassacutena-San Pasquale 地区が飛び地となっている。

#### 隣接コムーネ
隣接するコムーネは以下の通り。
- アッジュス
- アリエントゥ
- アルツァケーナ
- ベルキッダ
- ボルティジャーダス
- カランジャーヌス
- エールラ
- ルオゴサント
- ルーラス
- オスキリ
- パラーウ
- ペルフガス
- サンタ・テレーザ・ガッルーラ
- トゥーラ

## 行政

### 分離集落
テンピオ・パウザーニアには、以下の分離集落（フラツィオーネ）がある。
- Bassacutena, Nuchis, San Pasquale (condivisa con il comune di Santa Teresa Gallura)